# Pablo Benítez
Pablo Benítez Gómez (ur. 13 marca 1989) – peruwiański zapaśnik walczący w stylu wolnym. Piąty na igrzyskach panamerykańskich w 2015, a także na mistrzostwach panamerykańskich w 2015. Brązowy medalista igrzysk Ameryki Południowej w 2014. Zdobył pięć medali mistrzostw Ameryki Południowej, złoty w 2011, 2012 i 2014 roku.